# Vecchiano
Vecchiano – miejscowość i gmina we Włoszech, w regionie Toskania, w prowincji Piza.
Według danych na rok 2004 gminę zamieszkiwały 11 413 osoby, 170,3 os./km².